# Бугаз
Буга́з (укр. Бугаз) — железнодорожная станция Одесской железной дороги. Расположена в курорте Затока.
Имеет 3 пути, 2 тупика и подъездную ветку Бугаз — Бугаз-Порт. Станция имеет грузовое и пассажирское сообщение.
В нечётном направлении от станции Бугаз расположена станция Шабо, в чётном — Каролино-Бугаз. На станции делают остановку пригородные поезда Одесса — Белгород-Днестровский — Одесса, поезда дальнего следования Одесса — Измаил, Москва — Белгород-Днестровский (летний), Одесса — Березино, Измаил — Киев, Черновцы — Белгород-Днестровский.
Открыта в 1917 году.